# Orechovo-Zujevo

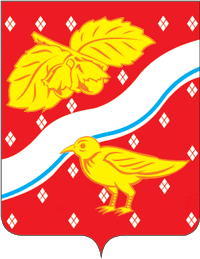
Orechovo-Zujevos vapen.

Orechovo-Zujevo (ryska Оре́хово-Зу́ево) är en stad i Moskva oblast i Ryssland. Folkmängden uppgick till 120 184 invånare i början av 2015.